# Яковлев, Валерий Николаевич
Валерий Николаевич Я́ковлев (25 сентября 1939, Трехизб-Шемурша, Чувашская АССР — 20 декабря 2024, Чебоксары) — советский, российский чувашский театральный актёр и режиссёр, сценограф, переводчик, педагог.
Народный артист СССР (1991), лауреат Государственной премии Российской Федерации (2003); Почётный гражданин Чувашской Республики.

## Биография
Родился 25 сентября 1939 года в деревне Трёхизб-Шемурша. Рано остался без отца — Николай Яковлевич Яковлев в 1941 году ушёл на фронт и осенью того же года погиб под Орлом. Детей — Валерия и двух его старших сестёр Екатерину и Луизу — воспитывали мать, Мария Николаевна и дед Яков Яковлевич. После Трехизб-Шемуршинской семилетки продолжил обучение в Шемуршинской средней школе, которую окончил в 1956 году.
Окончил в Москве два факультета ГИТИСа: в 1961 году — актёрский (2-я чувашская студия, руководитель В. А. Орлов), в 1967 году — режиссёрский (руководитель М. О. Кнебель).
С 1961 года — актёр, с 1967 — режиссёр, с 1979 — главный режиссёр, с 1990 — художественный руководитель Чувашского драматического театра имени К. В. Иванова в Чебоксарах.
Частью творческой работы является постановка концертов (около 100), посвящённые Дням литературы и искусства Чувашии в Москве, Татарской, Башкирской, Мордовской республиках, Белоруссии, Горьковской области, а также к памятным и юбилейным датам республики и страны.
Принимал участие в радио- и телепостановках, дублировании художественных фильмов на чувашский язык.
Преподавал в Чувашском государственном институте культуры и искусств (с 2001 — профессор). При его активном участии были в разные годы организованы три чувашские студии при Московском театральном училище им. М. С. Щепкина, одна — при Ленинградском институте театра музыки и кинематографии (ныне Российский государственный институт сценических искусств).
В 1996—2011 годах — секретарь Правления Союза театральных деятелей Российской Федерации, в 2003—2011 — председатель Правления Союза театральных деятелей Чувашии.
Избирался депутатом Верховного Совета Чувашской АССР и членом Президиума Верховного Совета Чувашской АССР (1980, 1985).
В 2014 году подписал Коллективное обращение деятелей культуры Российской Федерации в поддержку политики президента РФ В. В. Путина на Украине и в Крыму.
Скончался 20 декабря 2024 года на 86-м году жизни в Чебоксарах. Церемония прощания состоится в Чувашском академическом драматическом театре 23 декабря.

## Семья
- Жена — Нина Михайловна Яковлева (род. 1940), театральная актриса, народная артистка РСФСР (1987) и Чувашской АССР (1979).
- Дети — двое сыновей, внуки.

## Награды и звания
Почётные звания
- Заслуженный деятель искусств Чувашской АССР (1970)
- Заслуженный деятель искусств РСФСР (1975)
- Народный артист РСФСР (1981)
- Народный артист СССР (1991)
- Почётный гражданин Чувашской Республики (24 июня 2020) — за выдающиеся заслуги в области театрального искусства и многолетнюю плодотворную творческую деятельность
- Почётный гражданин города Чебоксары (2004)[6]
- Почётный гражданин Шемуршинского района (2004)

Премии
- Государственная премия Российской Федерации (2003) — за спектакль «Свет далекого счастья» по пьесе А. Тарасова
- Премия Правительства Российской Федерации имени Фёдора Волкова за вклад в развитие театрального искусства Российской Федерации (20 августа 2002)[7]
- Государственная премия Чувашской АССР им. К. В. Иванова (1977)
- Государственная премия Чувашской Республики (1999)

Ордена и медали
- Орден «За заслуги перед Отечеством» IV степени (2019) — за большой вклад в развитие отечественной культуры и искусства, многолетнюю плодотворную деятельность[8]
- Орден Почёта (2010) — за заслуги в развитии отечественной культуры и искусства, многолетнюю плодотворную деятельность[9]
- Орден Дружбы (1999) — за заслуги в развитии театрального искусства[10][11]
- Орден «За заслуги перед Чувашской Республикой» (2009)

Другие награды, поощрения и общественное признание
- Театральная премия «Золотая маска» (Москва, 2015) — за выдающийся вклад в развитие театрального искусства
- Всероссийский театральный фестиваль «Образ сельского труженика в драматургии и на сцене» в Ярославле (Лауреат, спектакль «Тётушка Праски дочку выдаёт» А. С. Чебанова, 1984)
- Всероссийский фестиваль «Лучшие спектакли России» в Орле (Первое место, спектакль «Ежевика вдоль плетня» по пьесе Б. Б. Чиндыкова, 1990)
- Всероссийский фестиваль тюркских народов «Туганлык» в Уфе (Первое место, спектакль «Ежевика вдоль плетня» по пьесе Б. Б. Чиндыкова, 1991)
- Всероссийский фестиваль «Федерация-92» в Чебоксарах (Первое место, спектакль «Ежевика вдоль плетня» по пьесе Б. Б. Чиндыкова, 1992)
- ІІ-й Международный фестиваль тюркоязычных народов «Туганлык» в Уфе (Лауреат, спектакль «Прощание с Матёрой» по повести В. Г. Распутина, 1996)
- Международный театральный фестиваль тюркских народов «Науруз» в Казани (Приз «За постановочную культуру спектакля», спектакль «Плач девушки на заре» Н. И. Сидорова, 1998)
- VІ-й театральный фестиваль «Русская классика. Пушкин. Тургенев» в Орле (Лауреат, спектакль «Моцарт и Сальери» А. С. Пушкина, 1999)
- VII Международный фестиваль тюркских театров «Науруз» в Казани (Приз, «Свет далёкого счастья» А. А. Тарасова, 2002)
- Международный театральный фестиваль «Волкову, Волкову, Волкову, всем мы обязаны…» в Ярославле (Приз, «Свет далёкого счастья» А. А. Тарасова, 2002)
- VIII-й Международный фестиваль тюркоязычных театров «Науруз» в Казани (Приз за «Лучшую работу режиссера», спектакль «Дом Бернарды Альбы» Ф. Г. Лорки, 2005)
- VI-й Международного фестиваля тюркоязычных театров «Туганлык» в Уфе (Лауреат в номинации «Лучшая сценография», спектакль «Часы с кукушкой» М. Карягиной, 1917)
- Многократный победитель Республиканского конкурса театрального искусства «Чĕнтĕрлĕ чаршав» («Узорчатый занавес») в номинации «Лучший спектакль года (режиссура)» («Моцарт и Сальери» А. С. Пушкина, 2000, «Морозное дыхание метели» И. Бунина, 2005, «Голос печального вяза» Д. Гордеева, Г. Кириллова, 2006, «День очищения» А. Тарасова, 2014, «Константин Иванов» И. С. Максимова-Кошкинского, 2016)
- Диплом Министерства культуры Республики Башкортостан «За творческое проникновение в душу народную» (спектакль «Часы с кукушкой» М. Карягиной, 2017)
- Действительный член Академии наук и искусств Чувашской Республики
- Памятная медаль «100-летие образования Чувашской автономной области» (2020)

«Самоотверженным трудом поднял чувашский театр на качественно новую ступень профессионализма и художественности, положив в его основу бережное сохранение народных истоков, поэтическую красоту истоков и традиций чувашского народа, одновременно обогащая его современной театральной эстетикой». (Национальная академия наук и искусств Чувашской Республики.- Чебоксары, 2002. — С. 338—341).

## Творчество

### Роли в театре
- 1961 — «Ромео и Джульетта» У. Шекспира — Меркуцио
- 1961 — «В деревне» Ф. П. Павлова — Ванюка
- 1961 — «Свадьба в Малиновке» А. А. Юхвида — Андрейка
- 1969 — «Любовь и тыква» И. Ф. Стаднюка — Миколка
- 1974 — «Кровавая свадьба» Ф. Гарсиа Лорки — Леонардо
- 1974 — «Выйди, выйди за Ивана» Н. С. Айзмана — Иван
- 1975 — «Варвары» М. Горького — Павлин
- 1977 — «Телей и Илем» И. А. Петровой-Нарс — халиф Джафар аль-Мухтадир
- 1980 — «Тудимер» Я. Г. Ухсая — Азамат
- 1983 — «Именем твоим» П. В. Афанасьева — Аскольд
- 1995 — «Плач девушки на заре» Н. И. Сидорова — великий князь Владимиро-Суздальского княжества
- «Волны бьют о берег» Н. Т. Терентьева — Александр III

### Постановки в театре
- 1967 — «Однажды весной» В. Н. Яковлева по Л. Я. Агакову
- 1969 — «Чёрный хлеб» Н. Ф. Ильбека и Г. К. Микушкина
- 1970 — «Двенадцатая ночь» У. Шекспира
- 1971 — «Кужар» П. Н. Осипова
- 1972 — «Солдатская вдова» Н. П. Анкилова
- 1973 — «Земля и девушка» Н. Т. Терентьева
- 1974 — «Кровавая свадьба» Ф. Гарсиа Лорки
- 1974 — «Выйди, выйди за Ивана» Н. С. Айзмана
- 1975 — «Варвары» М.Горького
- 1977 — «Святой Василий» Н. Т. Терентьева
- 1977 — «Телей и Илем» И. А. Петровой-Нарс
- 1978 — «После молнии гром» Н. Т. Терентьева
- 1979 — «Деньги для Марии» по В. Г. Распутину
- 1980 — «Тётушка Праски дочку выдаёт» А. С. Чебанова
- 1980 — «Тудимер» Я. Г. Ухсая
- 1980 — «Грех» Н. Т. Терентьева
- 1981 — «Тихий Дон» по М. А. Шолохову
- 1983 — «Виндзорские проказницы» У. Шекспира
- 1985 — «Пожарная лошадь» Н. Т. Терентьева
- 1986 — «На дне» М. Горького
- 1987 — «Власть тьмы» Л. Н. Толстого
- 1988 — «Айдар» П. Н. Осипова
- 1988 — «Саламби» А. С. Артемьева и В. Н. Яковлева
- 1990 — «Ежевика вдоль плетня» Б. Б. Чиндыкова
- 1992 — «Идиот» по Ф. М. Достоевскому
- 1993 — «Прощание с Матёрой» по В. Г. Распутину
- 1994 — «Арлезианка» А. Додэ
- 1995 — «Плач девушки на заре» Н. И. Сидорова
- 1996 — «Бабушка Праски внука женит» А. С. Чебанова
- 1999 — «Моцарт и Сальери» А. С. Пушкина
- 2001 — «Свет далёкого счастья» А. А. Тарасова
- 2003 — «Дом Бернарды Альбы» Ф. Гарсиа Лорки
- 2005 — «В деревне» Ф. П. Павлова
- 2005 — «Морозное дыхание метели» И. А. Бунина
- 2006 — «Голос печального вяза» Д. В. Гордеева и Г. В. Кириллова
- 2011 — «Дон Жуан — жертва страсти безнадёжной» А. С. Пушкина
- 2014 — «День очищения» А. А. Тарасова
- 2015 — «Прощальный круг печальных журавлей» А. А. Тарасова и О. Н. Тургай
- 2016 — «Константин Иванов» И. С. Максимова Кошкинского
- 2016 — «Во мне душа Пихампара» (мюзикл) В. Николаева и Ю. Григорьева
- 2017 — «Не сыграть ли свадьбу?» А. А. Тарасова
- 2018 — «Часы с кукушкой» М. Карягиной
- 2019 — «Чайка» А. П. Чехова
- «Единственная моя» Л. Н. Сачковой
- «Когда гаснут звезды» Н. И. Сидорова
- «Седьмая жена» Н. И. Сидорова

### Художник
- «Единственная моя» Л. Н. Сачковой
- 2001 — «Свет далёкого счастья» А. А. Тарасова
- 2014 — «День очищения» А. А. Тарасова
- 2016 — «Константин Иванов» И. С. Максимова Кошкинского
- 2016 — «Без тебя с тобой» А. Портта
- 2018 — «Часы с кукушкой» М. Карягиной (В. Н. Яковлев — победитель в номинации «Лучшая сценография» Международного фестиваля тюркоязычных театров «Туганлык»)
- 2018 — «Миллион терзаний» В. П. Катаева